# Johann Friedrich Hugo von Dalberg
Freiherr Johann Friedrich Hugo von Dalberg (Worms-Herrnsheim, 17 maggio 1760 – Aschaffenburg, 26 luglio 1812) è stato un compositore, pianista e letterato tedesco.

## Biografia
Johann Friedrich Hugo Nepomuk Eckenbert von Dalberg apparteneva alla famiglia Dalberg, una antica famiglia patrizia cattolica di Magonza, città residenza di un principe elettore ecclesiastico. 
Era uno degli undici figli, di cui tuttavia solo cinque raggiunsero l'età adulta, del conte Franz Heinrich von Dalberg e di Maria Sophie Anna Freiin von Eltz-Kempenich. Suo fratello Karl Theodor fu principe-arcivescovo di Magonza, la sorella Marianne fu coreggente della Contea di Hohengeroldseck mentre il fratello Wolfgang Heribert fu ministro del Palatinato e del Baden, ma acquistò rinomanza soprattutto come direttore del Teatro di corte di Mannheim.
Johann Friedrich Hugo ebbe il titolo di Freiherr (barone del Sacro Romano impero). Deforme nel rachide, religioso, fu avviato fin dall'infanzia a una carriera ecclesiastica. Fu seguito negli studi dapprima da precettori privati; frequentò successivamente le università di Erfurt e Gottinga. Fu nominato diacono a Treviri nel 1784 e fu quindi canonico a Treviri, Worms e Spira.
Fisicamente deforme, ma colto e intelligente, si dedicò soprattutto allo studio delle scienze e alla musica. Fu allievo di Ignaz Holzbauer, viaggiò in Italia e in Inghilterra e divenne un eccellente virtuoso e uno stimato compositore. Visse principalmente a Erfurt, dove suo fratello Karl Theodor era governatore, e infine ad Aschaffenburg, dove morì all'età di 52 anni.

## Opere

### Letterarie
Teoria musicale:
- Blicke eines Tonkünstlers in die Musik der Geister, Mannheim, 1787.
- Vom Erfinden und Bilden, Frankfurt, 1791. ( Google books, Vom Erfinden und Bilden.)
- Untersuchungen über den Ursprung der Harmonie und ihre allmählige Ausbildung, Erfurt, 1801. ( Google books, Untersuchungen über den Ursprung der Harmonie und ihre allm̈ahlige Ausbildung.)
- Über die Musik der Indier, Erfurt, 1802. ( Google books, Ueber die Musik der Indier : eine Abhandlung ; nebst einer Sammlung indischer und anderer Volks-Gesänge, und 30 Kupfern.)

Altro:
- Über die Rechtschaffenheit, Erfurt, 1776.
- Ariston oder über die Wirksamkeit der peinlichen Strafgesezze: Ein Dialog, Erfurt, Keyser, 1782.
- Eine Rede über gesetzliche Ordnung, Frankfurt am Main, 1789. ( Google books, Eine Rede über gesetzliche Ordnung.)
- Gita-Govinda oder die Gesänge Jayadeva's, eines altindischen Dichters, Erfurt, Verlag Beyer & Maring, 1802. ( Google books, Gita-govinda oder die Gesänge Jayadeva's, eines altindischen Dichters. Aus dem Sanskrit ins Englische, aus diesem ins Deutsche übersetzt mit Erläuterungen von F. H. von Dalberg.)
- Geschichte einer Drusen-Familie, Frankfurt, 1808. ( Google books, Geschichte einer Drusen-Familie.)
- Scheik Mohammed Fani's Dabistan: oder von der Religion der ältesten Parsen, Aschaffenburg, 1809. ( Google books, Scheik Mohammed Fani's Dabistan: oder von der Religion der ältesten Parsen.)
- Die Aeolsharfe. Ein allegorischer Traum, Erfurt, Beyer und Maring, 1801. ( Google books, Die Aeolsharfe: ein allegorischer Traum.)

### Composizioni musicali
Musica vocale:
- 5 opere di musica sacra
- Lieder, dedicate alla Principessa von der Pfalz-Zweibrücken (3 vol., ed. Mannheim, 1790)
- 6 canzoni, con accompagnemento di pianoforte (ed. 1790)
- 3 English Songs and a Glee, op. 15 (ed. London, 1795)
- 12 Lieder (ed. Erfurt, 1799)
- 12 Lieder (ed. Bonn, 1799)
- 6 Romances française, op. 21 (ed. Bonn, 1803-1804)
- Deutsche Lieder, op. 25 (2 vol., ed. Bonn, 1806)

Musica strumentale per clavicembalo o pianoforte
- 3 Sonate op. 2 (ed. Mannheim, prima del 1785)
- Sonate a 4 mani (ed. Augsburg, 1790)
- Grande Sonata a 4 mani (ed. Mainz, 1792)
- 3 Sonate op. 9 (ed. Offenbach, 1794[8]
- Variazioni a 4 mani op. 18 (ed. Mainz, dopo il 1800)
- Sonate pour piano à 5 mains [sic], op. 19 (ed. Bonn, 1803)
- 2 Sonate per piano, op. 23 (ed. Bonn, 1804-1805)
- Sonata per piano a 4 mains, op. 24 (ed. Bonn, 1805)
- Fantasia per piano a 4 mains, op. 26 (ed. Offenbach, 1805-1806)
- 3 Polonaises pour piano à 4 mains, op. 28 n. 3 (ed. Mainz, dopo il 1806)

Musica da camera
- 3 Sonate per clavicembalo o pianoforte e violino, op. 1 (ed. Mannheim, prima del 1784)
- 3 Sonate per pianoforte e violino (ed. Mainz, prima del 1785)
- Quartetto per pianoforte, oboe, corno (o clarinetto) e fagotto (o pianoforte e Trio d'archi), op. 25 (ed. Offenbach, 1805-1806)
- Trio con pianoforte, op. 26 (ed. Mainz, dopo il 1806)
- Sonata per pianoforte e violino, op. 28 (ed. Offenbach, 1810-1812)